# Rytířov
Rytířov (Rittersdorf) je malá vesnice a část města Verneřice v okrese Děčín. Nachází se asi 5,5 kilometru severozápadně od Verneřic. Rytířov je také název katastrálního území o rozloze 1,57 km².

## Název
Vesnice se původně jmenovala Libov, ale v šestnáctém století byla podle rytíře Rudolfa z Bünau přejmenována na Rytířov. V historických pramenech se jméno vsi objevuje ve tvarech: Libeč (1515), w Libczi (1543), w Rytierzowie (1543), w Rytijrzowie (1554) a Rittersdorf (1654, 1787, 1833).

## Historie
První písemná zmínka o vesnici pochází z roku 1543.

## Obyvatelstvo
Při sčítání lidu v roce 1921 ve vsi žilo 202 obyvatel (z toho 101 mužů) německé národnosti, kteří byli s výjimkou dvou evangelíků římskými katolíky. Podle sčítání lidu z roku 1930 měla vesnice 196 obyvatel: jednoho Čechoslováka a 195 Němců. Většina (155 osob) se hlásila k římskokatolické církvi, ale kromě ní ve vsi žil jeden člen církve československé a čtyřicet lidí bez vyznání.
|                                                                  | 1869 | 1880 | 1890 | 1900 | 1910 | 1921 | 1930 | 1950 | 1961 | 1970 | 1980 | 1991 | 2001 | 2011 |
| ---------------------------------------------------------------- | ---- | ---- | ---- | ---- | ---- | ---- | ---- | ---- | ---- | ---- | ---- | ---- | ---- | ---- |
| Obyvatelé                                                        | 278  | 242  | 240  | 234  | 233  | 202  | 196  | 37   | 31   | 16   | 4    | 2    | 4    | 22   |
| Domy                                                             | 44   | 44   | 44   | 45   | 46   | 46   | 46   | 43   | —    | 4    | 3    | 19   | 19   | 24   |
| Počet domů z roku 1961 je zahrnut v domech místní části Rychnov. |      |      |      |      |      |      |      |      |      |      |      |      |      |      |

## Pamětihodnosti
- Venkovské domy čp. 2, 3 5, 6 a 12
- Kašna u kaple na návsi
- Venkovské usedlosti čp. 25, 36 a 42